# 彦吉嘎庙
彦吉嘎庙，位于内蒙古自治区锡林郭勒盟西乌珠穆沁旗，是一座藏传佛教格鲁派寺院。

## 简介
辽沈战役后，中国国民党策动额仁沁道尔吉、胡图凌嘎在张家口成立“蒙边骑兵总队”。胡图凌嘎为西乌珠穆沁旗人，日本统治时期任锡林郭勒盟盟长。胡图凌嘎制造了“阿巴嘎旗沙布日台血案”，杀害了自贝子庙开会后返回的中共察哈尔盟工委代理书记萧诚、盟长苏剑啸等18名领导干部。胡图凌嘎还袭击了农乃庙兵站，杀害了内蒙古骑兵第四师参谋长敖门达赉，围攻喇嘛库伦和盐池的盐务局，抢劫了彦吉嘎庙和王盖庙的贸易公司，并且策划进攻贝子庙。1949年，胡图凌嘎被内蒙古人民解放军生擒，随后被处决，其部队被消灭。
文化大革命爆发后，彦吉嘎庙的喇嘛被批斗了几回，轰回乡下还俗，只留下一个小喇嘛看庙。不久，文化大革命愈演愈烈，造反派们打跑了小喇嘛，捣毁了彦吉嘎庙内供奉的神龛、佛像，随后整座彦吉嘎庙被摧毁。
截至2008年，西乌珠穆沁旗政府批准的宗教活动场所共6处，包括东克尔庙、浩勒图庙、浩齐特王盖庙、乌兰哈拉嘎庙、彦吉嘎庙等5个佛教活动场所，以及清真寺1个伊斯兰教活动场所。这些宗教活动场所全部都设有民主管理委员会。

## 延伸阅读
- 斯琴呼，施缘寺-彦吉嘎庙，内蒙古人民出版社，2006年
- 勒·哈伦，答理麻固什不是“彦吉嘎庙”第一首席喇嘛，中国蒙古学2012年第2期